# Yvonne Dany
Yvonne Dany, née le 1er novembre 1903 à Paris et morte le 5 juin 1985 à Vichy (Allier), est une actrice française.

## Filmographie

### Cinéma
- 1949 : La Cage aux filles de Maurice Cloche
- 1949 : Envoi de fleurs de Jean Stelli
- 1949 : L'Héroïque Monsieur Boniface de Maurice Labro
- 1949 : L'Homme aux mains d'argile de Léon Mathot
- 1949 : Tête blonde de Maurice Cam
- 1950 : Miquette et sa mère de Henri-Georges Clouzot
- 1950 : Au revoir Monsieur Grock de Pierre Billon
- 1950 : Les Deux Gamines de Maurice de Canonge
- 1950 : Né de père inconnu de Maurice Cloche
- 1950 : Le Roi des camelots de André Berthomieu
- 1950 : Le Traqué de Boris Lewin et Franck Tuttle, ainsi que la version américaine Gunman in the Streets de Franck Tuttle
- 1951 : Sous le ciel de Paris de Julien Duvivier
- 1951 : Rue des Saussaies de Ralph Habib
- 1951 : Caroline chérie de Richard Pottier
- 1951 : Dupont Barbès de Henri Lepage
- 1951 : Gibier de potence de Roger Richebé
- 1951 : Ils sont dans les vignes de Robert Vernay
- 1951 : Les Surprises d'une nuit de noces de Jean Vallée
- 1952 : Le Plaisir de Max Ophüls
- 1955 : Gervaise de René Clément
- 1955 : Lola Montès de Max Ophüls
- 1955 : La Madelon de Jean Boyer
- 1956 : Elena et les Hommes de Jean Renoir
- 1956 : Lorsque l'enfant paraît de Michel Boisrond
- 1958 : Et ta sœur de Maurice Delbez
- 1960 : Boulevard de Julien Duvivier
- 1960 : La Vérité de Henri-Georges Clouzot
- 1960 : Les Vieux de la vieille de Gilles Grangier
- 1961 : Cause toujours mon lapin de Guy Lefranc
- 1962 : Gigot, le clochard de Belleville de Gene Kelly
- 1965 : Le Bonheur de Agnès Varda
- 1968 : L'Homme à la Buick de Gilles Grangier
- 1973 : On s'est trompé d'histoire d'amour de Jean-Louis Bertuccelli
- 1975 : Le Grand Fanfaron de Philippe Clair
- 1975 : Sérieux comme le plaisir de Robert Benayoun
- 1977 : Le Gang de Jacques Deray
- 1976 : Docteur Françoise Gailland de Jean-Louis Bertuccelli
- 1976 : Bartleby de Maurice Ronet
- 1977 : L'Imprécateur de Jean-Louis Bertuccelli
- 1977 : Le Maestro de Claude Vital
- 1977 : Bobby Deerfield de Sydney Pollack
- 1977 : Une femme, un jour... de Léonard Keigel
- 1980 : Rendez-moi ma peau de Patrick Schulmann
- 1980 : Karim Ben Abdallah de François Ode - court métrage -
- 1981 : Le Lac des morts vivants de Julian de Laserna et Jean Rollin
- 1981 : Chanel solitaire  de George Kaczender
- 1982 : Mille milliards de dollars de Henri Verneuil

### Télévision
- 1964 : L'Abonné de la ligne U de Yannick Andreï
- 1974 : La Folie des bêtes, feuilleton télévisé de Fernand Marzelle
- 1974 : La Vie de plaisance, téléfilm de Pierre Gautherin
- 1976 : Les Brigades du Tigre, épisode Le cas Valentin de Victor Vicas
- 1976 : Nick Verlaine ou Comment voler la Tour Eiffel, de Claude Boissol, épisode : Soyez bons pour les animaux
- 1978 : Les Enquêtes du commissaire Maigret, épisode : Maigret et les Témoins récalcitrants de Denys de La Patellière
- 1980 : Petit déjeuner compris - Feuilleton en 6 épisodes de 52 min - de Michel Berny : Mme Leroux mère